# Barton-le-Willows
Barton-le-Willows is een civil parish in het bestuurlijke gebied Ryedale, in het Engelse graafschap North Yorkshire.